# Jouvençon
Jouvençon är en kommun i departementet Saône-et-Loire i regionen Bourgogne-Franche-Comté i östra Frankrike. Kommunen ligger i kantonen Cuisery som tillhör arrondissementet Louhans. År 2022 hade Jouvençon 454 invånare.

## Befolkningsutveckling
Antalet invånare i kommunen Jouvençon
| Referens: INSEE |